# 都固尔苏隆
都固尔苏隆（1917年—1952年，一译都古尔苏荣），蒙古族，錫林郭勒盟蘇尼特右旗人，德穆楚克栋鲁普（德王）的长子，中华民国大陆时期内蒙古政治人物，後死于蒙古人民共和國首都乌兰巴托。

## 生平
都固尔苏隆从小是由祖母索达那木朝抚养长大，他掌握了蒙古语、汉语、满语，善于弹琴和骑射，对汽车和机械很感兴趣。1932年夏，17岁的都固尔苏隆由祖母索达那木朝做主，娶了本旗管旗章京乌力吉巴乙尔之女、时年18岁的贡德桑布为妻。在其婚礼上，其父德穆楚克栋鲁普陪蒋介石派来视察军备的国民政府军事委员会桂永清和军政部官员余玉瑗、彭秉离，以及驻北平的蒙藏委员会专职委员包悦卿出席，包悦卿携来的在北平上学的四名大学生亢仁、任秉钧、包连方、达瓦敖斯尔也出席了其婚礼。由于德穆楚克栋鲁普始终反对这桩婚事，后来贡德桑布被休。都固尔苏隆和贡德桑布在共同生活期间生有三男两女，除达木丁扎布成人外，其余四人均夭折。
1935年，他率内蒙古艺术访问团到日本、朝鲜访问演出，获得观众好评。演出期间，访问团还灌制了《圣主成吉思汗》等蒙古音乐唱片。  1930年代中期，苏尼特右旗的摔跤选手曾经接连败北，德穆楚克栋鲁普大怒，痛责都固尔苏隆。都固尔苏隆遂从西乌珠穆沁旗请来呼热庙的宝音朝克图、彦吉嘎庙的元登等知名摔跤教练任教。经过训练，喇嘛摔跤手浩日嘎庙的老布僧扎木苏、毕鲁图庙的拉布金，以及哈日摔跤手浩勒特的苏格尔、陶克陶等人代表苏尼特右旗接连取得胜利。
1939年秋，德穆楚克栋鲁普将札萨克职位传给长子都固尔苏隆“依制承袭”，都固尔苏隆遂成为第三任苏尼特右旗札萨克。1939年，他赴日本留学，学习日语。后因水土不服而回到家乡执政。1940年前后，德穆楚克栋鲁普为都固尔苏隆迎娶了阿巴嘎旗都格尔台吉之女奇仁为妻，不久离婚。1942年，德穆楚克栋鲁普又为都固尔苏隆迎娶了察哈尔正镶白旗的表弟旺日格扎布扎兰之女、时年14岁的斯尔吉米德格为妻。后来斯尔吉米德格为都固尔苏隆育有两男两女。
1943年，蒙疆联合自治政府在苏尼特右旗和苏尼特左旗建警备旅，都固尔苏隆任中校旅长。1943年他到日本，入日本东京军官学校学习。1944年他归国。
1945年8月，苏蒙联军进入内蒙古与日军作战，补英达赖、穆克登宝、都固尔苏隆、德力格尔朝克图等12人开会。会后，他们派衙门代表都固尔苏隆、蒙古青年革命党代表德力格尔朝克图、宗教界代表温都尔庙喇嘛赛旺丹巴到乌兰巴托，企图靠蒙古人民共和国实现内外蒙古合并或内蒙古独立。1个多月之后，赛旺丹巴独自返回内蒙古，而都固尔苏隆、德力格尔朝克图则被蒙古人民共和国政府留下。最初他被安排在「那明新古钦」（蒙古人民革命党的新生力量干部学校）和乔巴山大学语文系学习。他一方面动员母亲和妻子以及弟妹全家来到了蒙古人民共和国，又根据蒙古方面的指示，多次致信德穆楚克栋鲁普，促成了德穆楚克栋鲁普到蒙古人民共和国。
1950年，都固尔苏隆被蒙古人民共和国方面正式逮捕。1952年，他被迫害致死。
文化大革命中，都固尔苏隆的遗孀斯尔吉木德格遭到批斗并受到管制。1992年，蒙古国军事委员会重新审理都固尔苏隆案后，宣布为他平反。